# Ушацкас, Вигаудас
Ви́гаудас Уша́цкас (лит. Vygaudas Ušackas; род. 16 декабря 1964 года, Скуодас, Скуодасский район, Литовская ССР, СССР) — литовский государственный деятель, дипломат.

## Биография

### Образование
В 1990 году окончил юридический факультет Вильнюсского университета.
В 1990 году стажировался в Университете Осло в Норвегии (политические науки и международная экономика).
В 1991 году стажировался в Орхусском университете в Дании (политические науки).

### Дипломатическая карьера
В 1991—1992 годах — второй секретарь отдела стран Западной Европы Министерства иностранных дел Литовской Республики.
В 1992—1996 годах — советник миссии Литовской Республики при Европейских сообществах и НАТО.
В 1996—1999 годах — директор Департамента политики Министерства иностранных дел Литовской Республики.
В 1999—2000 годах — заместитель министра иностранных дел Литовской Республики.
В 2000—2001 годах — руководил переговорами Литвы о вступлении в Европейский Союз, посол по особым поручениям Министерства иностранных дел Литовской Республики.
В 2001—2006 годах — Чрезвычайный и Полномочный Посол Литовской Республики в Соединенных Штатах Америки и Мексиканских Соединенных Штатах.
В 2006—2008 годах — Чрезвычайный и Полномочный Посол Литовской Республики в Соединенном Королевстве Великобритании и Северной Ирландии.
С 9 декабря 2008 года по 11 февраля 2010 года — Министр иностранных дел Литвы. Вынужден был подать в отставку в связи с недоверием, выраженным ему Президентом Литвы Далей Грибаускайте. Д. Грибаускайте заявила, что нет никаких перспектив для плодотворной работы вместе с министром Ушацкасом и что министр утратил доверие президента.
Член партии Союз Отечества — Литовские христианские демократы.
В 2010—2013 годах — специальный представитель Европейского Союза в Афганистане.
С 10 сентября 2013 года по сентябрь 2017 года — глава Представительства Европейского Союза в России.

## Награды
- Командор ордена «За заслуги перед Литвой» (19 февраля 2003 года)[6].
- Орден «За заслуги» III степени (Украина, 5 ноября 1998 года)[7].
- Орден Чести (Грузия, 2009 год)[8].
- Орден Креста земли Марии II степени (Эстония, 16 мая 2013 года)[9].
- Офицер ордена Заслуг перед Республикой Польша (1999 год, Польша)[10]
- Командор ордена Заслуг (1998 год, Норвегия)[11]
- Ордена Франции, Испании, Греции

## Владения языками
Кроме литовского языка, владеет английским, русским и французским языками.

## Семья
Жена Лорета (1966 г. рожд.) Дети: Раймундас (1991 г. рожд.), Паула (1993 г. рожд.).